# Funky Man
Funky Man è stato il primo singolo da solista di Dee Dee Ramone, uscito sotto lo pseudonimo Dee Dee King.

## Storia
La canzone fa riferimento ad alcuni aspetti della vita di Dee Dee e di sua moglie, Barbara Zampini (Barbara Ramone).
Dalle parole risulta ben chiaro come per Dee Dee questa parentesi rap alla fine sia stata solo una sbandata:
(Dee Dee Ramone)